# بوس گونگور
بوس گونگور (انگلیسی: Buse Güngör؛ زادهٔ ۲ اکتبر ۱۹۹۴) بازیکن فوتبال اهل ترکیه است.
وی همچنین در تیم‌های ملی فوتبال Turkey women's national under-17 football team و Turkey women's national under-19 football team بازی کرده‌است.